# Budești
Budești (en romaní: Budeshti) és una petita ciutat provincial del comtat de Călărași, Muntènia, aproximadament 30 km (20 milles) al sud-est de Bucarest, la capital de Romania. La ciutat administra tres pobles: Aprozi, Buciumeni i Gruiu. Budești va ser el bressol del famós violinista romanès Ion Voicu. Té una població de 7.024 persones.
A prop de Budești, el riu Dâmbovița desemboca a l'Argeș.
Es va convertir oficialment en una ciutat el 1989, com a resultat del programa de sistematització rural romanès.

## Demografia
Segons el cens del 2011, Budești és la ciutat romanesa amb la major proporció de romaní. Com una de les dues zones urbanes on el romaní representa més del 20% de la població total, Budești també és la de les dues ciutats de Romania on la llengua romaní té cooficialitat al costat del romanès, amb educació, senyalització i servei públic prestats a ambdues llengües. El 62% de la població de la ciutat és d'ètnia romanesa i el 37,8% és d'ètnia romaní.
Pel que fa a la religió, el 99,59% de la població es declarava ortodoxa romanesa al cens del 2002, el 0,28% era pentecostal i el 0,11% declarava una altra religió.